# Anders Dalborg

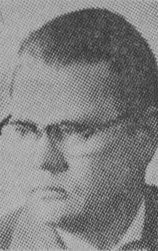
Anders Dalborg

Anders Olof Dalborg, född 3 december 1915 i Dunkers församling, Södermanlands län, död 13 juli 1982 i Norrstrands församling, Karlstad, Värmlands län, var en svensk arkitekt.
Dalborg, som var son till kontorist Olof Dalborg och Alma Hjälm, utexaminerades från Kungliga Tekniska högskolan 1942. Han blev biträdande länsarkitekt i Värmlands län 1946, var länsarkitekt i Norrbottens län 1956–1963 och i Värmlands län 1963–1974.